# Yang Jianhou
Yang Jian, detto Yang Chien Hou (tradizionale: 楊健侯, semplificato: 扬健侯) (1839 – 1917), è stato un artista marziale cinese.

## Biografia
Seconda generazione della famiglia Yang, fu chiamato "terzo figlio" fino a tarda età, quando fu chiamato semplicemente "il vecchio". Cominciò a studiare taijiquan con suo padre Yang Luchan in tenera età.
Yang Jianhou prese la forma antica di suo padre e la rivisitò nella forma media. Inoltre padroneggiava sciabola, lancia, spada e altre armi. La sua abilità con la spada era riconosciuta in quanto combinava leggerezza e durezza.
Ha avuto tre figli: Yang Zhaoxiong, detto Yang Shaohou, Yang Zhaoyuan, morto giovane, e Yang Zhaoqing, detto Yang Chengfu.